# Platycheirus nodosus
Platycheirus nodosus är en tvåvingeart som beskrevs av Charles Howard Curran 1923. Platycheirus nodosus ingår i släktet fotblomflugor, och familjen blomflugor. Inga underarter finns listade i Catalogue of Life.